# 全印安納達羅毗荼進步聯盟
全印安納達羅毗荼進步聯盟（直译：「All India Anna Dravida Munnetra Kazhagam(AIADMK)」）是印度的一个地区性政党，在坦米爾那都邦和本地治里邦有重大影响。该党由达罗毗荼进步联盟分裂而来，由前泰米尔纳德邦部长拉马钱德兰于1972年建立，主张社会主义和世俗主义。

## 政治理念
全印安娜達羅毗荼進步聯盟（以下稱為AIADMK）試圖讓政府的教育政策去政治化，並未堅持教育必須以坦米爾語進行。政策主要針對坦米爾社會中較貧困的族群——包括窮人、人力車夫以及貧困婦女，同時將龐大的「革命領袖M.G.R.兒童營養餐計畫」進行中央化管理。然而該黨對於保障名額（種姓預留制度）政策以及農民利益的立場則顯得模稜兩可。
AIADMK以E. V. 拉瑪薩米，以及前坦米爾那都邦首席部長C. N. Annadurai、M. G. 拉瑪錢德蘭和J. 賈雅拉莉塔的原則與理念為指導方針。
此外，AIADMK推動了一系列針對提升坦米爾那都邦及本地治理邦人類發展指數的社會福利計畫。AIADMK在選舉政見中列出了多項涵蓋不同族群的方案，包括漁民、農民以及學童。在2000年代之前，各政黨主要推出如產假補助、大眾運輸補貼和教育補助金等社會福利政策。然而自2000年代起，各黨開始在發放民生用品上展開激烈競爭。
在2001至2006年執政期間，AIADMK向11、12年級的學生免費發放腳踏車。而在2006年坦米爾那都邦議會選舉的政見中，DMK（坦米爾那都邦另一主要政黨）為了與其他政黨競爭，提出了免費發放彩色電視的承諾。這場競爭在2011年選舉中持續升溫，兩大政黨皆承諾向學校學生發放免費筆記型電腦，並向民眾發放果汁機、電風扇與攪拌機等家用電器。

### 文化發展
AIADMK始終堅定且支持雙語政策，反對將印地語設為唯一通用語言的主張。目前坦米爾那都邦的兩大主要語言是坦米爾語與英語。此外，AIADMK在2016年，為在地信仰的神祠提供了每座10萬盧比（約1,200 美元）的資金補助。